# Kobayr
Kobayr, Kobair ou Kober (en arménien Քոբայր ; en géorgien ქობაირი) est un monastère arménien des XIIe et XIIIe siècles situé dans le marz de Lorri, près de la ville de Toumanian. Ce monastère du nord de l'Arménie s'élève sur une pente de la gorge formée par le Debed.
Sa construction débute en 1171 sous l'égide de la branche cadette bagratide régnant sur le Lorri, les Kiourikides. Le monastère passe ensuite aux mains des Zakarian et est converti en un établissement chalcédonien. Il s'étend principalement à cette époque. Abandonné, il revient dans le giron de l'Église apostolique arménienne aux XVIIe et XVIIIe siècles avant d'être à nouveau délaissé. Kobayr fait depuis 2006 l'objet de campagnes de restauration financées par l'État arménien, avec l'aide de l'Italie.
Les bâtiments, aujourd'hui fort endommagés, peuvent être divisés en trois éléments disposés sur un axe nord-sud : le groupe du Katoghike, le clocher-tour et le réfectoire, et la chapelle funéraire. Le monastère est principalement renommé pour ses fresques.

## Situation géographique
Pour des articles plus généraux, voir Lorri et Gougark.
Kobayr est situé sur un rebord dominant la pente boisée de la gorge formée par le Debed, sur la rive gauche de celui-ci.
Le monastère s'élève sur le territoire de la communauté urbaine de Toumanian (la ville même est située à environ 2 km au sud), à proximité de la localité de Kober, dans le marz de Lorri, en Arménie septentrionale. La localité est dotée d'une petite gare, mais le monastère est toutefois difficile d'accès : dix minutes d'escalade sont nécessaires pour le rejoindre.
Historiquement, Kobayr est situé dans le canton de Tashir de la province de Gougark, une des quinze provinces de l'Arménie historique selon le géographe du VIIe siècle Anania de Shirak.

## Histoire
Pour des articles plus généraux, voir Royaume de Lorri et Arménie zakaride.

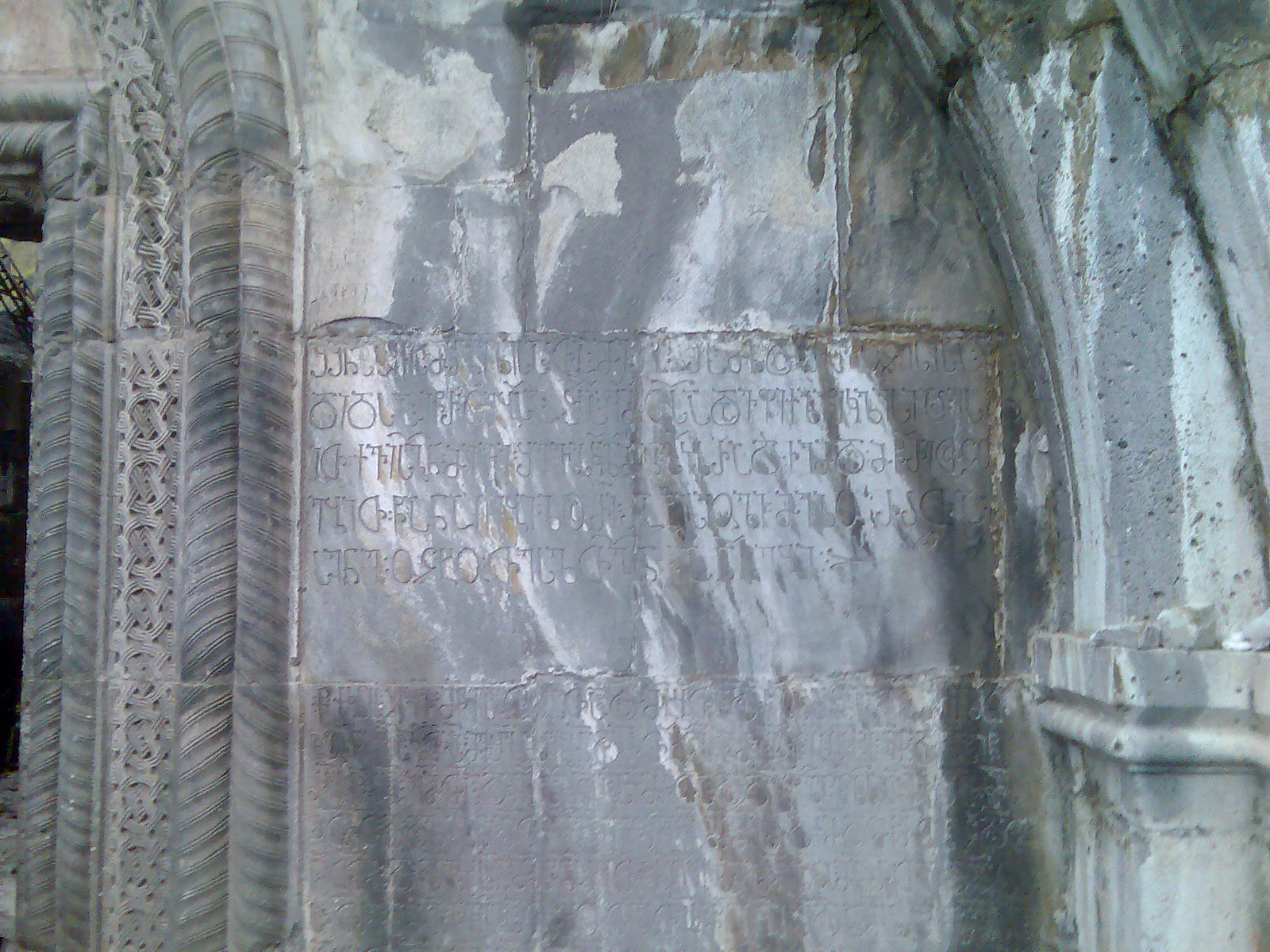
Inscriptions géorgiennes

Le site relève depuis la fin du XIe - début du XIIe siècle du patrimoine des rois de Lorri, des Bagratides d'une branche cadette, également connus comme les Kiourikides, mais sa construction ne semble débuter qu'en 1171, quand deux filles (dont une prénommée Mariam) de Kiourikê III font ériger la chapelle Mariamashen et peut-être le Katoghike. Ce monastère est ainsi la seule fondation royale à pouvoir être clairement attribuée à cette dynastie.
Lorsque la région est libérée des Seldjoukides par les princes Zakarian, en 1195 et 1202, le site entre dans leurs possessions. Passant à la branche de Chahenchah Zakarian (qui y est enterré en 1261), le monastère devient alors chalcédonien, s'étend et se rénove, et s'ouvre à l'influence géorgienne, tant au niveau des inscriptions, désormais en géorgien, que dans la composition des fresques.
Probablement abandonné à la période mongole, Kobayr est réoccupé aux XVIIe et XVIIIe siècles et retourne à l'Église apostolique arménienne, avant d'être à nouveau délaissé.
Fort endommagé, il connaît une restauration de ses fresques en 1971. Une deuxième phase de restauration plus importante débute en 2006 et est cofinancée par l'Arménie et l'Italie (via le Centre d'étude et de documentation de la culture arménienne pour cette dernière) ; cette phase est toujours en cours en 2009,.

## Bâtiments
Pour un article plus général, voir Architecture arménienne.
Le monastère de Kobayr peut être divisé en trois éléments disposés sur un axe nord-sud : le groupe du Katoghike, le clocher-tour et le réfectoire, et la chapelle funéraire. Il est entouré de murailles dont seuls les pans nord et nord-est ainsi qu'une porte monumentale voûtée et flanquée de deux tours ont subsisté. Enfin, des pièces rupestres aujourd'hui inaccessibles et un petit oratoire complètent le site au sud-est ; ce dernier, une mononef à berceau, a été érigé au-dessus d'un caveau au XIIIe siècle.

### Groupe duKatoghike

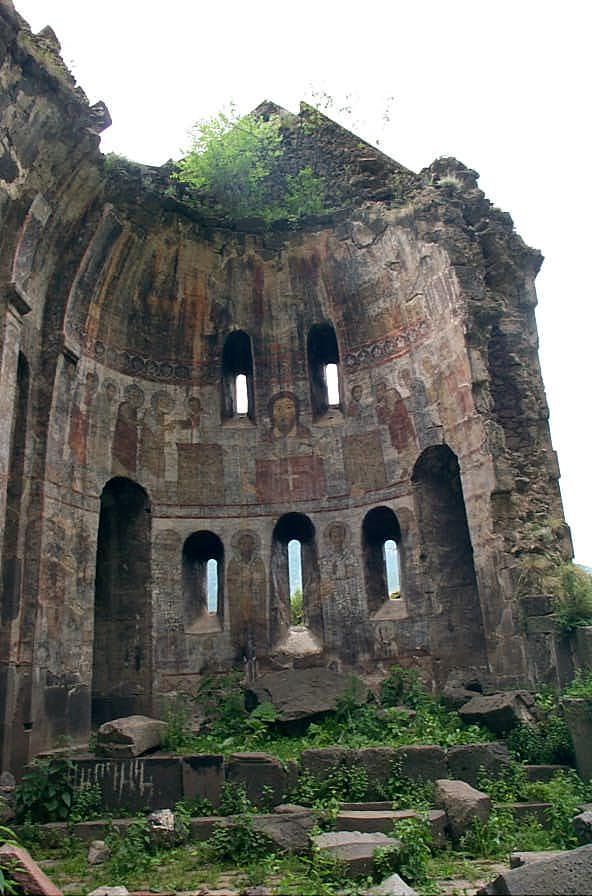
Abside du Katoghike.

Le Katoghike ou « église principale » se situe au sud du site et remonte à la fin du XIIe - début du XIIIe siècle ; il s'agit d'une mononef à voûte en berceau renforcée par trois arcs-doubleaux sur pilastres, dont la couverture et le mur méridional se sont effondrés. Son abside (à l'est) est percée de cinq fenêtres et entourée de deux niches. L'église, dont la façade orientale ornée d'une grande croix sculptée et munie d'une corniche à entrelacs et palmettes dénote l'influence géorgienne, est dotée de deux portails ; si le portail occidental fait preuve de sobriété, le portail septentrional est davantage orné : un cadre cintré à entrelacs et torsade entoure un second cadre rectangulaire à double torsade. L'intérieur du Katoghike renferme des fresques au programme iconographique conforme aux traditions byzantine et géorgienne : l'abside est décorée de bas en haut d'une hodigitria ou Vierge au trône, d'une représentation de la Dernière Cène avec notamment un buste du Christ, « merveille de fresque religieuse » au style assez expressionniste rappelant celui d'Akhtala, et des Pères de l'Église et des saints.
Le Katoghike est complété au nord par une chapelle adjacente érigée à la même date ; il s'agit d'une mononef à berceau au décor sculpté d'inspiration géorgienne et à l'intérieur également orné de fresques : l'abside est décorée de bas en haut d'une deisis, d'une représentation de la Communion et d'évêques, et le mur septentrional de scènes mariales,. Elle était précédée d'un gavit ouvert au nord et à l'ouest par des arcades et doté d'une couverture reposant sur des trompes d'angle ; il est aujourd'hui en ruine.
Directement à l'est de cet ensemble s'élève l'église Mariamashen (« construite par Mariam ») de 1171, une mononef à voûte en berceau dont il ne subsiste guère plus que le mur occidental. Celui-ci est percé d'un portail au linteau surmonté d'un arc sur impostes moulurées. L'église dispose d'une annexe au sud prolongée par une absidiole et couverte d'un toit en appentis.

### Clocher-tour et réfectoire

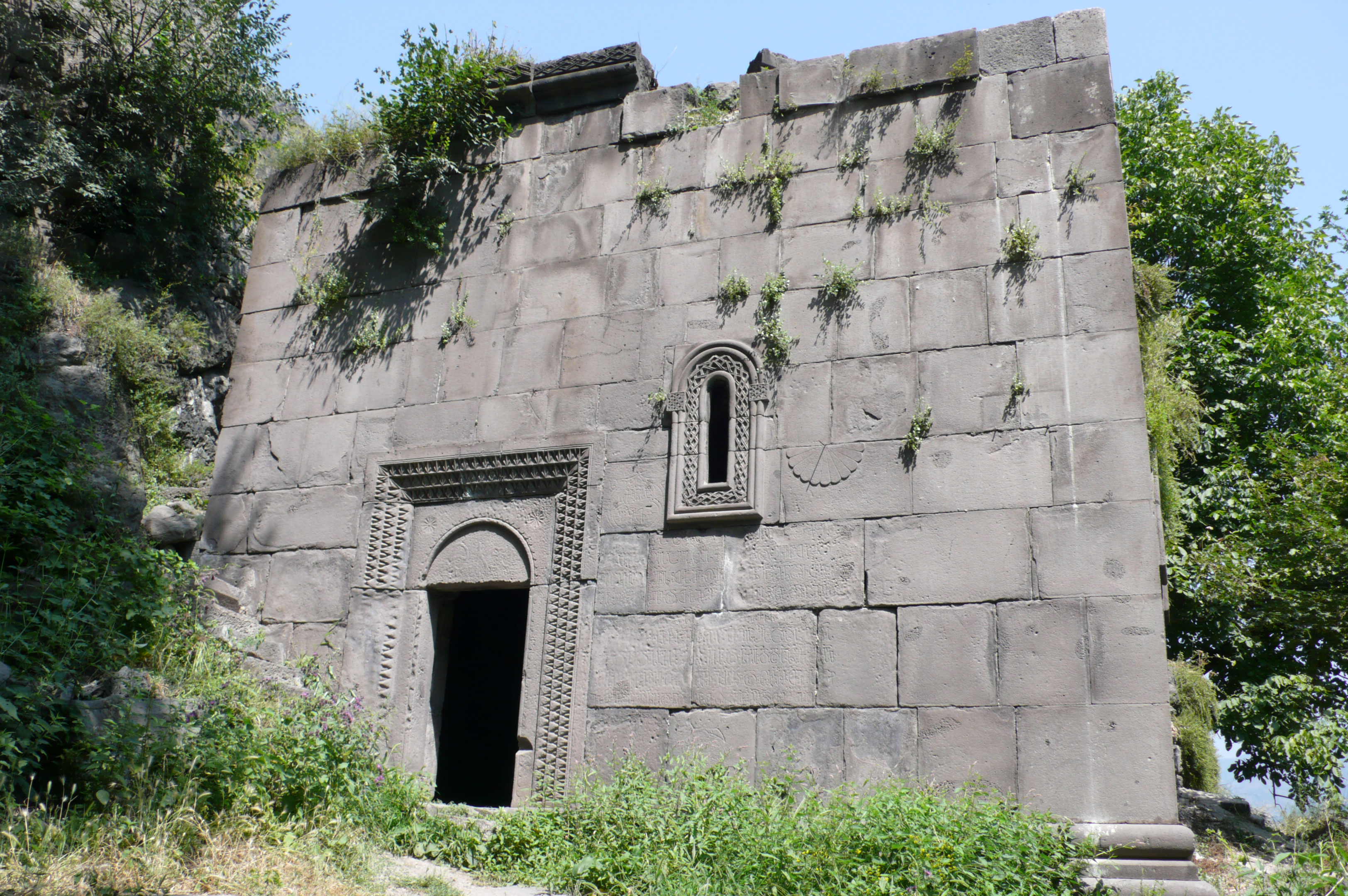
Façade méridionale du clocher-tour.

Un clocher-tour faisant également fonction de mausolée est érigé au centre du site (à 20 m au nord du Katoghike) en 1279 par le fils de Chahenchah, Mkhargrjel, qui y est enterré avec son épouse Vaneni. Il s'agit d'un bâtiment carré doté d'une abside, dont la couverture, aujourd'hui effondrée, était portée par des arcs croisés et surmontée d'une rotonde. Le bâtiment est doté au sud d'un portail dont le chambranle rectangulaire est décoré de stalactites.
Directement à l'ouest de ce bâtiment, un réfectoire a été érigé probablement au XIIIe siècle ; sa toiture et le haut de ses murs sont aujourd'hui effondrés. Il s'agit d'une grande salle voûtée en berceau à trois arcs-doubleaux.

### Chapelle funéraire
Au nord du site et à proximité de la porte des murailles, une chapelle funéraire a été construite également au XIIIe siècle. Cette mononef à berceau sur doubleau est dotée à l'est d'une abside double asymétrique. Elle est ornée de fresques représentant les souverains kiourikides et zakarides en orants et communique par le sud avec un gavit ouvert par des arcades.